# Erin Brown
Erin Brown (* 16. Oktober 1979 als Erin DeWright in East St. Louis) ist eine US-amerikanische Schauspielerin, die unter dem Künstlernamen Misty Mundae in zahlreichen Erotikfilmen auftrat.

## Leben
Brown wurde am 16. Oktober 1979 in East St. Louis geboren; die Familie zog später nach New Jersey. Ihren ersten Auftritt als Schauspielerin hatte sie 1997 im Trashfilm I Was a Teenage Strangler, den William „Hellfire“ Apprecino als Regisseur für das Low-Budget-Studio Factory 2000 drehte; mit Apprecino war sie anschließend für mehrere Jahre liiert. Bereits für den ersten Film nutzte Brown den Künstlernamen Misty Mundae; ihre jüngere Schwester Daisy war im Film als Chelsea Mundae zu sehen. Apprecinos generische Filme hatten Gewaltpornografie zum Inhalt, was Brown nach eigener Aussage schon damals „verstörend“ fand.
Ab 1998 drehte sie als Misty Mundae Softcore-Filme für das neu gegründete Label Seduction Cinema der Produktionsfirma ei Independent Cinema, der erste Auftritt erfolgte im Film Dead Students Society. Mit dem Erfolg des Cinema-Seduction-Films Gladiator Eroticvs beendete sie 2001 die Zusammenarbeit mit Factory 2000. 2002 erschienen noch die bereits gedrehten Flesh for Olivia und Silk Stocking Strangler. Ebenfalls 2001 hatte sie in Mummy Raider, einer Tomb-Raider-Parodie, ihre erste Seduction-Cinema-Hauptrolle. 2002 unterschrieb sie einen Exklusivvertrag mit Seduction Cinema. Ab 2003 drehte sie auch Horrorfilme für das ei-Label Shock-o-Rama.
Brown führte bei insgesamt drei Filmen Regie. Ihr Regiedebüt Confessions of a Natural Beauty folgte laut Brown dem Ansatz, „lesbische Verführung aus einer weiblichen Perspektive zu zeigen“, und erschien 2003 bei Seduction Cinema. Ebenfalls 2003 erschien Lustful Addiction, ein Remake des B-Movies A Couple of Trouble von 1969. Ihr in Schwarzweiß gedrehter Kurzfilm Voodoun Blues wurde 2004 als Beigabe der DVD-Version des Shock-o-Rama-Horrorfilms Bite Me! vermarktet.
Nach der Veröffentlichung von Voodoun Blues gab sie das Softcore-Geschäft und das Alias Misty Mundae auf und widmete sich unter ihrem richtigen Namen ihrer Karriere als Darstellerin in Horrorfilmen; die Namensrechte für das Alias verblieben beim Seduction-Cinema-Mutterlabel ei. Seduction Cinema schlachtete den Namen aus, indem sie bereits gedrehtes Material auch nach der Trennung veröffentlichten und altes Material zu neuen Filmen zusammenschnitten, so in The Sexy Adventures of Van Helsing, der Misty-Mundae-Szenen enthält, die ursprünglich für Lord of the G-Strings gedreht worden waren. 2006 spielte Brown in Filmen von Tony Todd und Lucky McKee sowie in der Jack-Ketchum-Verfilmung The Lost. Ebenfalls 2006 wurde sie auf dem Hoboken International Film Festival für den Film Sinful in der Kategorie „Best Actress“ nominiert, ging aber leer aus. In diesem Jahr hatte sie weiterhin einen Auftritt in einem Musikvideo der US-amerikanischen Alternative-Rock-Band CKY. 2007 spielte sie eine Hauptrolle in Robert Kurtzmans Zombie Rage sowie in der Horrorkomödie Splatter Beach. Im selben Jahr wurde sie vom US-Magazin Sci Fi Weekly (mittlerweile in der Syfy-Website Blastr aufgegangen) als „lebende Legende des Horrorfilms“ bezeichnet. 2009 nahm sie ihre Rolle als Misty Mundae wieder auf und spielte in 19 Episoden der Cinemax-Serie Lingerie eine Hauptrolle. 2012 gewann sie auf dem PollyGrind Film Festival in Las Vegas in der Kategorie „Best Actress in a Short Film“ für ihre Rolle im Horrorkurzfilm This Girl's Gun.
2021 gründete sie mit dem Regisseur Victor Bonacore und dem Comiczeichner Cody Lee Hardin die Filmproduktionsfirma Tranzient Pictures. Für den noch im selben Jahr erschienenen, von Tranzient produzierten Thriller Thrust! schrieb sie mit Bonacore gemeinsam das Drehbuch.

## Filmografie (Auswahl)
- 1997: I Was A Teenage Strangler
- 1998: Dead Students Society
- 1998: Infamous Bondage Murders
- 1998: Going Under
- 1999: Vampire Strangler
- 1999: The Bizarre Case of the Electric Cord Strangler
- 1999: Duck! The Carbine High Massacre
- 1999: Cannibal Doctor
- 1999: TITanic 2000: Vampire of the Titanic
- 2000: Dinner for Two
- 2000: International Necktie Strangler
- 2000: Misty's Secret
- 2000: I, Asphyxia: The Electric Cord Strangler III
- 2001: Shoot the Girls
- 2001: Night of the Groping Dead
- 2001: Gladiator Eroticvs: The Lesbian Warriors
- 2001: Erotic Survivor
- 2001: Witchbabe: The Erotic Witch Project 3
- 2001: Purgatory Blues
- 2002: Flesh for Olivia
- 2002: Mummy Raider
- 2002: Play-Mate of the Apes
- 2002: The Erotic Mirror
- 2002: Roxanna
- 2002: An Erotic Vampire in Paris
- 2002: My Vampire Lover
- 2002: The Erotic Time Machine
- 2002: Lust in the Mummy's Tomb
- 2002: Silk Stocking Strangler
- 2002: Satan's School for Lust
- 2003: That 70's Girl
- 2003: Naked Cooking
- 2003: Confessions of a Natural Beauty
- 2003: Lord of the G-Strings
- 2003: Dr. Jekyll & Mistress Hyde
- 2003: Lustful Addiction
- 2003: Vampire Vixens
- 2003: Sin Sisters
- 2003: SpiderBabe
- 2003: Screaming Dead
- 2004: Sexy American Idle
- 2004: Sexy Adventures of Van Helsing
- 2004: Bite Me!
- 2005: The Girl Who Shagged Me
- 2005: Shock-o-Rama
- 2006: An Erotic Werewolf in London
- 2006: Jack Ketchum’s The Lost – Teenage Serial Killer
- 2006: Shadow: Dead Riot
- 2006: Sinful
- 2007: Chantal
- 2007: Zombie Rage
- 2007: Splatter Beach
- 2007: All Along
- 2008: Dying God
- 2009: Sculpture
- 2015: Nightmare on Elmo's Street
- 2016: The New York Butcher
- 2016: Dickshark
- 2016: Room for Rent
- 2017: Devotion
- 2017: Theta States
- 2017: Strip Club Massacre
- 2018: Dead by Midnight (11pm Central) – Dead Air (Fernsehserie)
- 2021: Mother Noose Presents Once Upon a Nightmare
- 2021: Thrust!
- 2022: Dead by Midnight (Y2Kill)
- 2023: Spookt
- 2023: Midnight Massacre